# Xysmalobium clavatum
Xysmalobium clavatum là một loài thực vật có hoa trong họ La bố ma. Loài này được S.Moore miêu tả khoa học đầu tiên năm 1912.